# Brian Alainu'uese

a Compétitions nationales et continentales officielles uniquement.

b Matchs officiels uniquement.
Dernière mise à jour le 28 juin 2024.
Brian Alainu'uese, né le 19 mars 1994 à Invercargill (Nouvelle-Zélande), est un joueur de rugby à XV international samoan évoluant au poste de deuxième ligne. Il joue avec le RC Toulon en Top 14 depuis 2018.

## Carrière

### En club
Brian Alainu'uese est scolarisé avec le Wesley College d'Auckland, et joue au rugby avec l'équipe de l'établissement. Par la suite, il joue avec le club de l'University of Waikato Rugby Club dans le championnat amateur de la région de Waikato.
Ses performances en club lui permettent d'être retenu dans l'effectif de la province de Waikato pour la saison 2013 de NPC (championnat des provinces néo-zélandaises). Il joue sa première rencontre avec cette équipe le 17 août 2018 contre Northland. Il joue un total de huit rencontres lors de cette première saison. La même année, il joue également avec l'équipe Development (espoir) des Chiefs.
En 2015, alors qu'il joue toujours avec l'équipe Development des Chiefs, il appelé à jouer en équipe première après une cascade de blessure,. Il fait ses débuts en Super Rugby le 22 mai 2015 contre les Bulls. Il dispute deux rencontres lors de la saison. 
À cause de blessures, il manque ensuite l'intégralité des saisons 2014 et 2015 de NPC, avant de faire son retour avec Waikato en 2016.
En octobre 2016, il signe un contrat d'une saison avec l'équipe écossaise des Glasgow Warriors en Pro12, où il compense les blessures de Greg Peterson, Scott Cummings and Tjiuee Uanivi. Après une saison pleine, il voit son contrat prolongé pour deux années supplémentaires,.
En octobre 2018, alors qu'il manque de temps de jeu à Glasgow, il demande à être libéré de son contrat afin de rejoindre le RC Toulon en Top 14 pour un contrat d'une saison, plus une autre en option. Peu après son arrivée, il prolonge son contrat pour deux autres saisons, soit jusqu'en juin 2021. Il s'impose rapidement comme un cadre au poste de deuxième ligne, grâce à sa puissance et ses qualités de combattant. En 2021, il se réengage jusqu'en 2023 puis, l'année suivante, prolonge une nouvelle fois, portant son engagement avec le club varois jusqu'en 2025,.

### En équipe nationale
Brian Alainu'uese a joué avec l'équipe des Samoa des moins de 20 ans en 2013, disputant à cette occasion le championnat du monde junior 2013.
Il est sélectionné pour la première fois avec l'équipe des Samoa en octobre 2022 afin de participer à la tournée d'automne en Europe. Il obtient sa première sélection le 5 novembre 2022 face à l'Italie à Padoue.
En juin 2023, il est retenu dans le groupe samoan de 40 joueurs sélectionné pour préparer la Coupe du monde 2023. Le 6 août 2023, il est annoncé au sein du groupe définitif pour participer au Mondial en France. Il joue trois matchs lors de la compétition, dont deux en tant que titulaire.

## Palmarès
- Finaliste du Challenge européen en 2020 et 2022 avec le RC Toulon.
- Vainqueur de la Challenge Cup en 2023 avec le RC Toulon.